# Designmuseet (Helsinki)
Designmuseet (finsk: Designmuseo) er et museum i Helsinki. Det viser finsk og internationalt kunsthåndværk, industrielt design, mode og grafisk design. Museet ligger på Korkeavuorenkatu (svensk: Högbergsgatan) i Kaartinkaupunki (svensk: Gardesstaden).
Designmuseet er med sine 144 år et af verdens ældste museer. Det slog dørene op 1873, men flyttede først ind på sin nuværende adresse i 1978. Designmuseet har til huse i en rød murstensbygning fra 1874. Bygningen, der tidligere rummede en skole, er tegnet af Gustaf Nyström i nygotisk stil. I 2002 skiftede museet navn fra Taideteollisuusmuseo ("Kunstindustrimuseet") til det mere mundrette Designmuseo ("Designmuseet"). Museet har egen café og butik. Ved siden af museet ligger Finlands Arkitekturmuseum.
Museets faste udstilling giver et overblik over finsk design fra 1870 til i dag. Den faste samling udgøres af over 75.000 genstande, 40.000 tegninger og 100.000 fotografier. Designmuseet arrangerer også midlertidige udstillinger med fokus på internationalt design, og udgiver desuden bøger og udstillingskataloger.